# Bulgarie au Concours Eurovision de la chanson
La Bulgarie participe au Concours Eurovision de la chanson, depuis sa cinquantième édition, en 2005.

## Participation
En 2005, le pays a fait son entrée dans le concours avec la chanson Lorraine, présentée par Kaffe. Depuis cette année-là, la Bulgarie a manqué quatre éditions du Concours : 2014, 2015, 2019 et 2023. La Bulgarie décida, ces quatre années-là, de se retirer pour des motifs financiers. 
Depuis l'instauration des demi-finales, en 2004, la Bulgarie a participé à cinq finales du concours : en 2007, 2016, 2017, 2018 et 2021 .

## Résultats
La Bulgarie n'a encore jamais remporté le concours. 
Le meilleur classement du pays en finale demeure jusqu'à présent la seconde place de Kristian Kostov, en 2017. La Bulgarie a par ailleurs remporté une demi-finale, également en 2017.  La Bulgarie s'est également rapprochée de la victoire en 2016, avec la chanson If love was a crime, présentée par Poli Genova. Le pays n'a jamais terminé à la dernière place, ni obtenu de nul point.

## Pays hôte
La Bulgarie n'a encore jamais organisé le concours.

## Représentants
| Édition                  | Année | Artiste(s)                         | Chanson                        | Langue(s)        | Traduction française         | Finale                                                 | Finale                                                 | Demi-finale                                            | Demi-finale                                            |
| Édition                  | Année | Artiste(s)                         | Chanson                        | Langue(s)        | Traduction française         | Place                                                  | Points                                                 | Place                                                  | Points                                                 |
| ------------------------ | ----- | ---------------------------------- | ------------------------------ | ---------------- | ---------------------------- | ------------------------------------------------------ | ------------------------------------------------------ | ------------------------------------------------------ | ------------------------------------------------------ |
| 50e                      | 2005  | Kaffe                              | Lorraine                       | Anglais          | -                            |                                                        |                                                        | 19                                                     | 49                                                     |
| 51e                      | 2006  | Mariana Popova                     | Let Me Cry                     | Anglais          | Laisse-moi pleurer           |                                                        |                                                        | 17                                                     | 36                                                     |
| 52e                      | 2007  | Elitsa Todorova & Stoyan Yankoulov | Water (Voda) (Вода)            | Bulgare          | Eau                          | 05                                                     | 157                                                    | 06                                                     | 146                                                    |
| 53e                      | 2008  | Deep Zone & Balthazar              | DJ, Take Me Away               | Anglais          | DJ, emmène-moi               |                                                        |                                                        | 11                                                     | 56                                                     |
| 54e                      | 2009  | Krassimir Avramov                  | Illusion                       | Anglais          | -                            |                                                        |                                                        | 16                                                     | 07                                                     |
| 55e                      | 2010  | Miro                               | Angel si ti (Ангел си ти)      | Bulgare, anglais | Tu es un ange                |                                                        |                                                        | 15                                                     | 19                                                     |
| 56e                      | 2011  | Poli Guénova                       | Na inat (На инат)              | Bulgare          | Têtue                        |                                                        |                                                        | 12                                                     | 48                                                     |
| 57e                      | 2012  | Sofi Marinova                      | Love Unlimited                 | Bulgare          | Amour illimité               |                                                        |                                                        | 11                                                     | 45                                                     |
| 58e                      | 2013  | Elitsa Todorova & Stoyan Yankoulov | Samo shampioni (Само шампиони) | Bulgare          | Seulement des champions      |                                                        |                                                        | 12                                                     | 45                                                     |
| Retrait en 2014 et 2015. |       |                                    |                                |                  |                              |                                                        |                                                        |                                                        |                                                        |
| 61e                      | 2016  | Poli Guénova                       | If Love Was a Crime            | Anglais, bulgare | Si l'amour était un crime    | 04                                                     | 307                                                    | 05                                                     | 220                                                    |
| 62e                      | 2017  | Kristian Kostov                    | Beautiful Mess                 | Anglais          | Beau désordre                | 02                                                     | 615                                                    | 01                                                     | 403                                                    |
| 63e                      | 2018  | Equinox                            | Bones                          | Anglais          | Os                           | 14                                                     | 166                                                    | 07                                                     | 177                                                    |
| 64e                      | 2019  | Retrait en 2019.                   | Retrait en 2019.               | Retrait en 2019. | Retrait en 2019.             | Retrait en 2019.                                       | Retrait en 2019.                                       | Retrait en 2019.                                       | Retrait en 2019.                                       |
| 65e                      | 2020  | VICTORIA                           | Tears Getting Sober            | Anglais          | Mes larmes deviennent sobres | Concours annulé à la suite de la pandémie de Covid-19. | Concours annulé à la suite de la pandémie de Covid-19. | Concours annulé à la suite de la pandémie de Covid-19. | Concours annulé à la suite de la pandémie de Covid-19. |
| 65e                      | 2021  | VICTORIA                           | Growing Up is Getting Old      | Anglais          | Grandir, c'est vieillir      | 11                                                     | 170                                                    | 03                                                     | 250                                                    |
| 66e                      | 2022  | Intelligent Music Project          | Intention                      | Anglais          | -                            |                                                        |                                                        | 16                                                     | 29                                                     |
| Retrait depuis 2023.     |       |                                    |                                |                  |                              |                                                        |                                                        |                                                        |                                                        |

- Première place
- Deuxième place
- Troisième place
- Dernière place

 Qualification automatique en finale
 Élimination en demi-finale

## Galerie

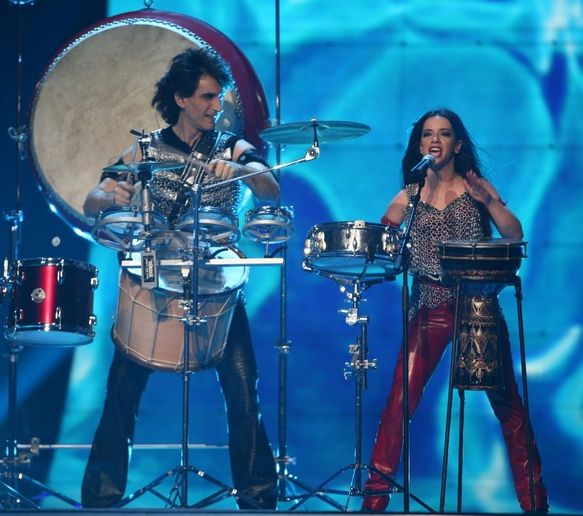
Elitsa Todorova & Stoyan Yankoulov à Helsinki (2007)
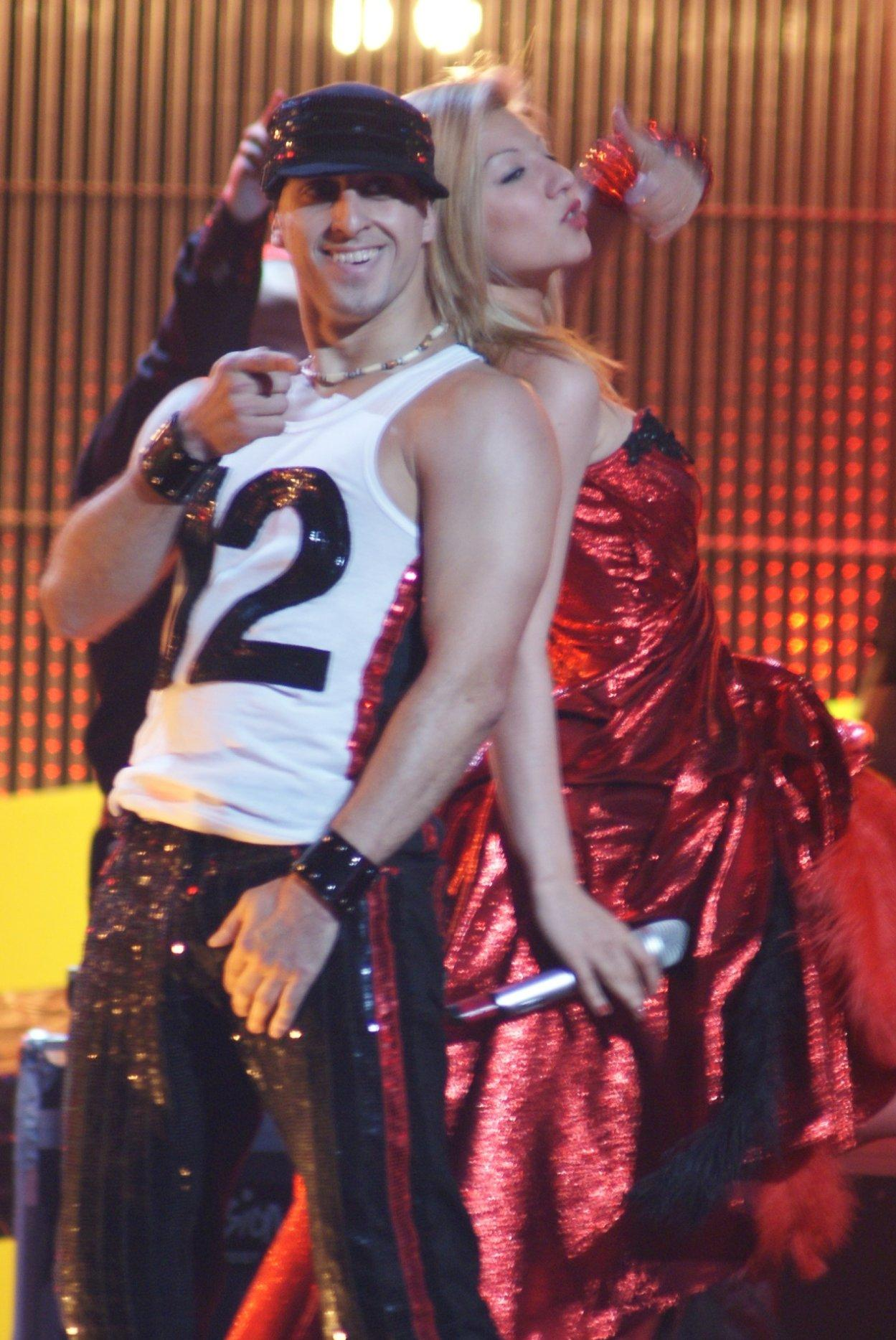
Deep Zone & Balthazar à Belgrade (2008)
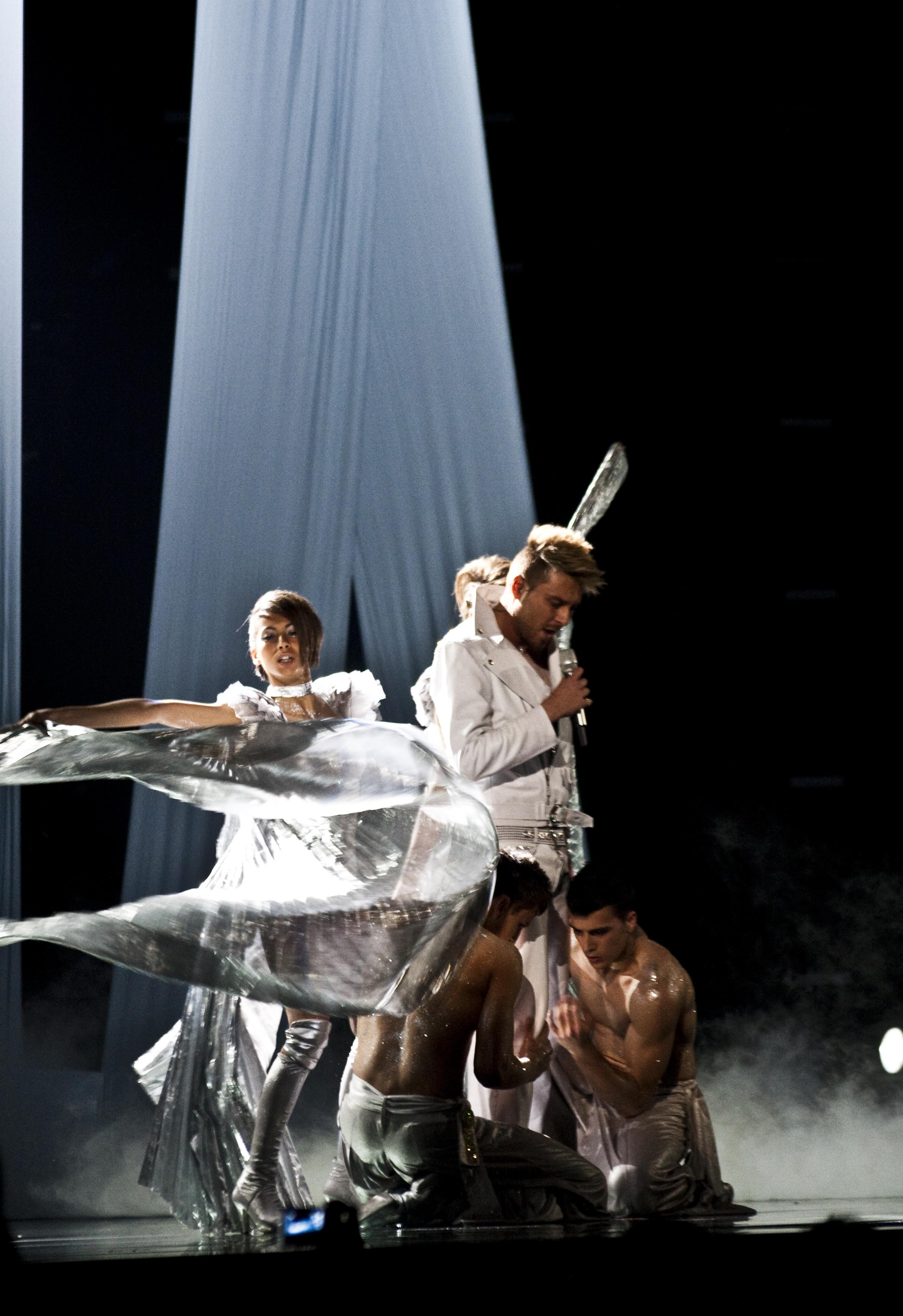
Miro à Oslo (2010)
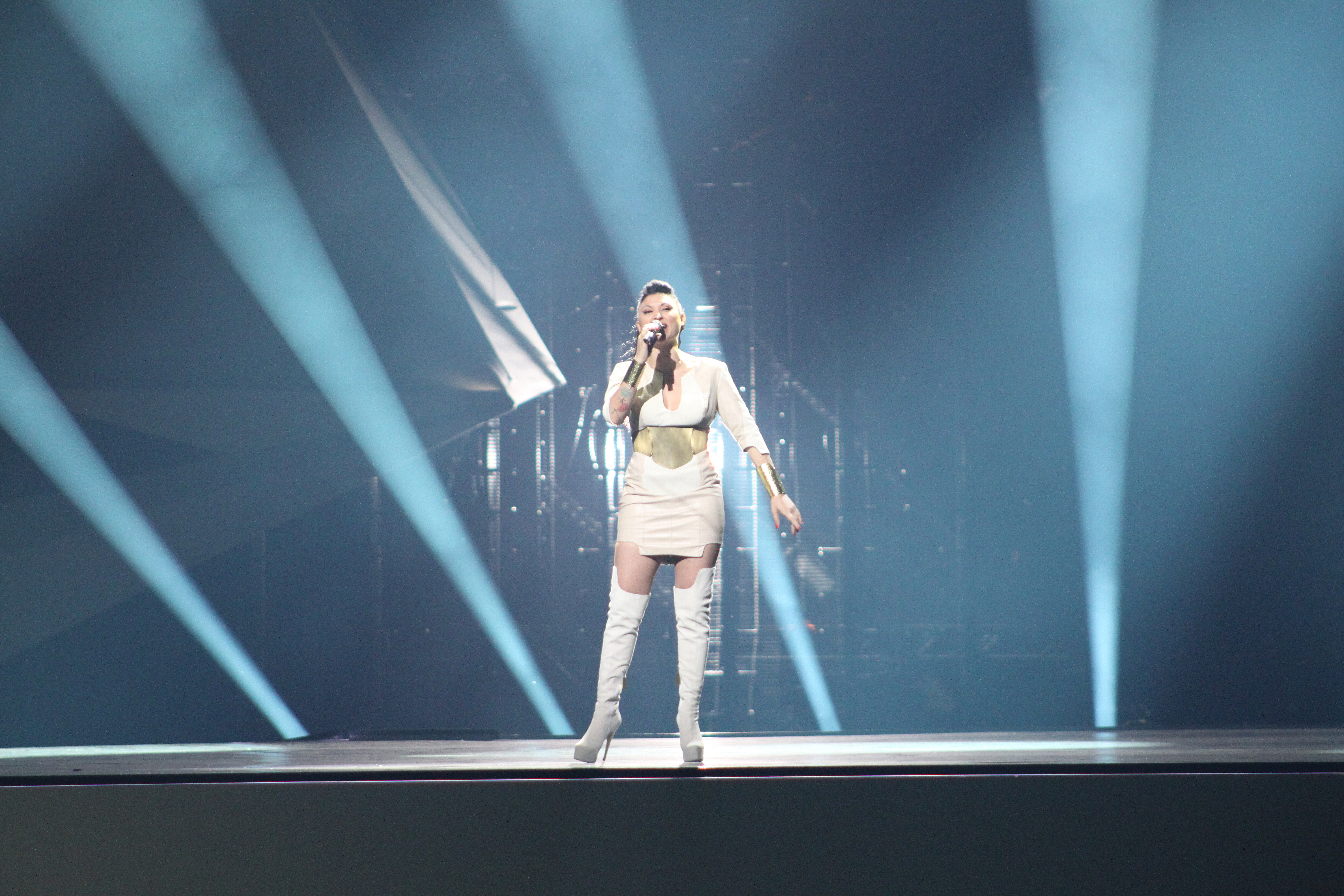
Sofi Marinova à Bakou (2012)
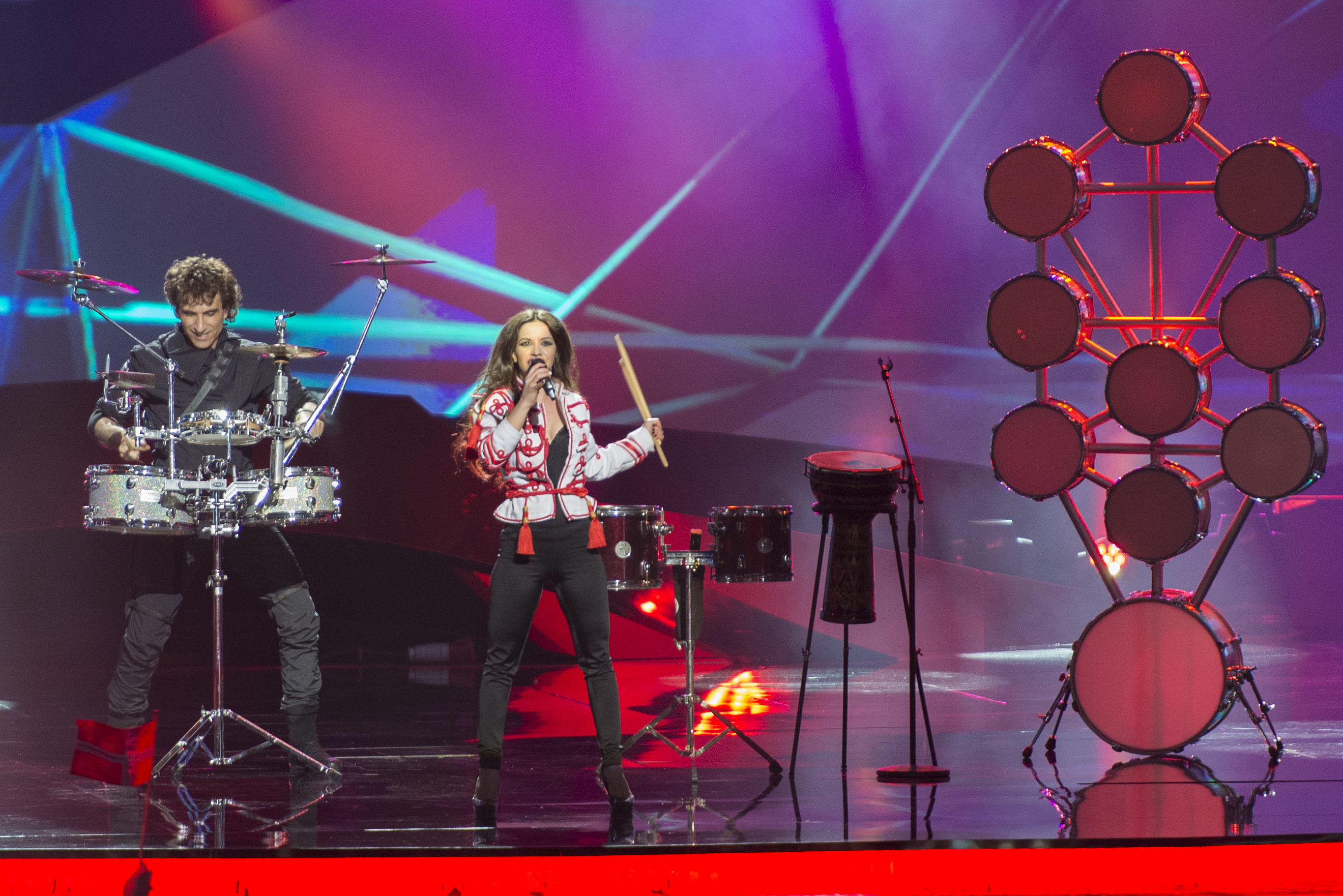
Elitsa Todorova & Stoyan Yankoulov à Malmö (2013)
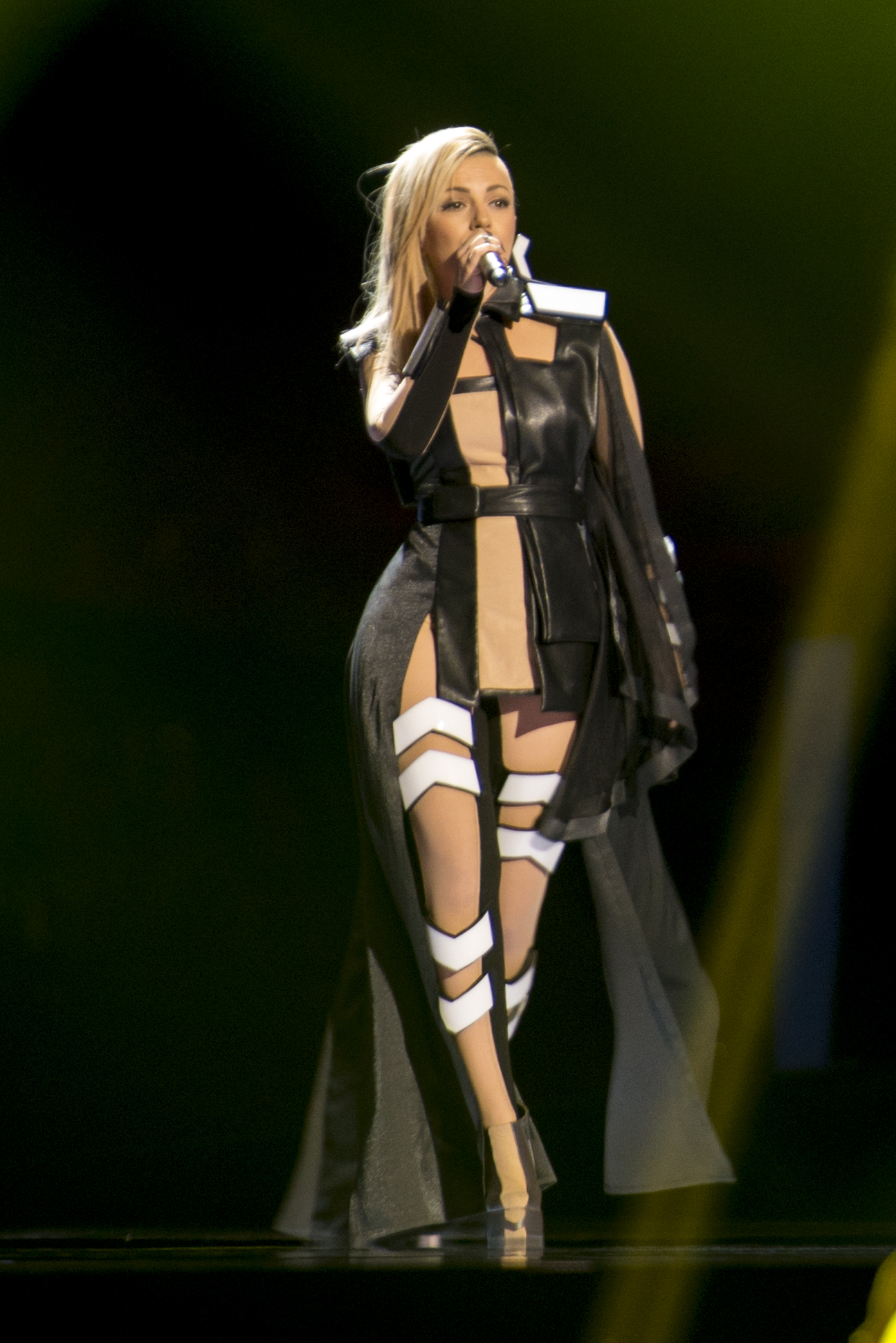
Poli Guénova à Stockholm (2016)
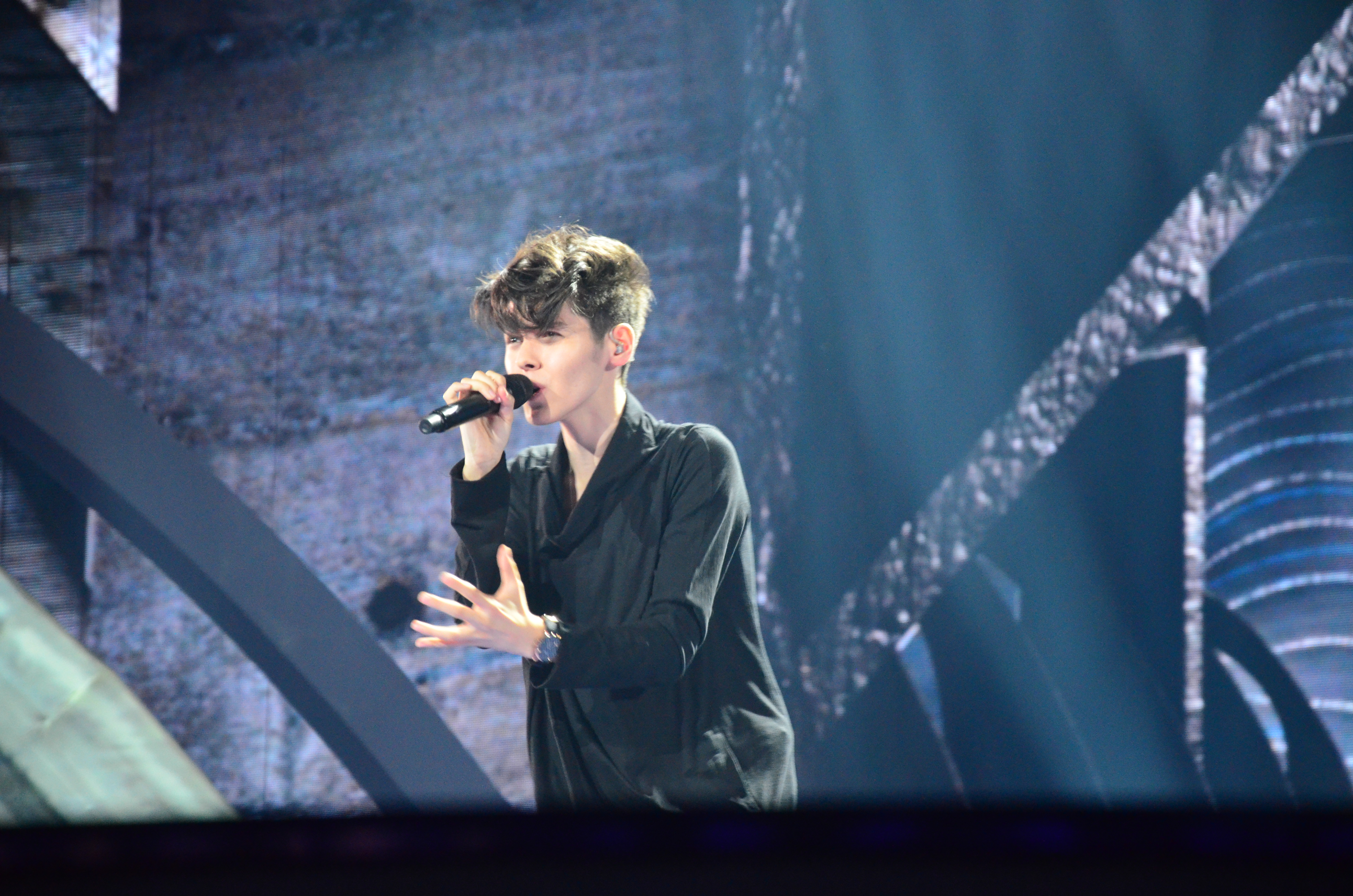
Kristian Kostov à Kiev (2017)
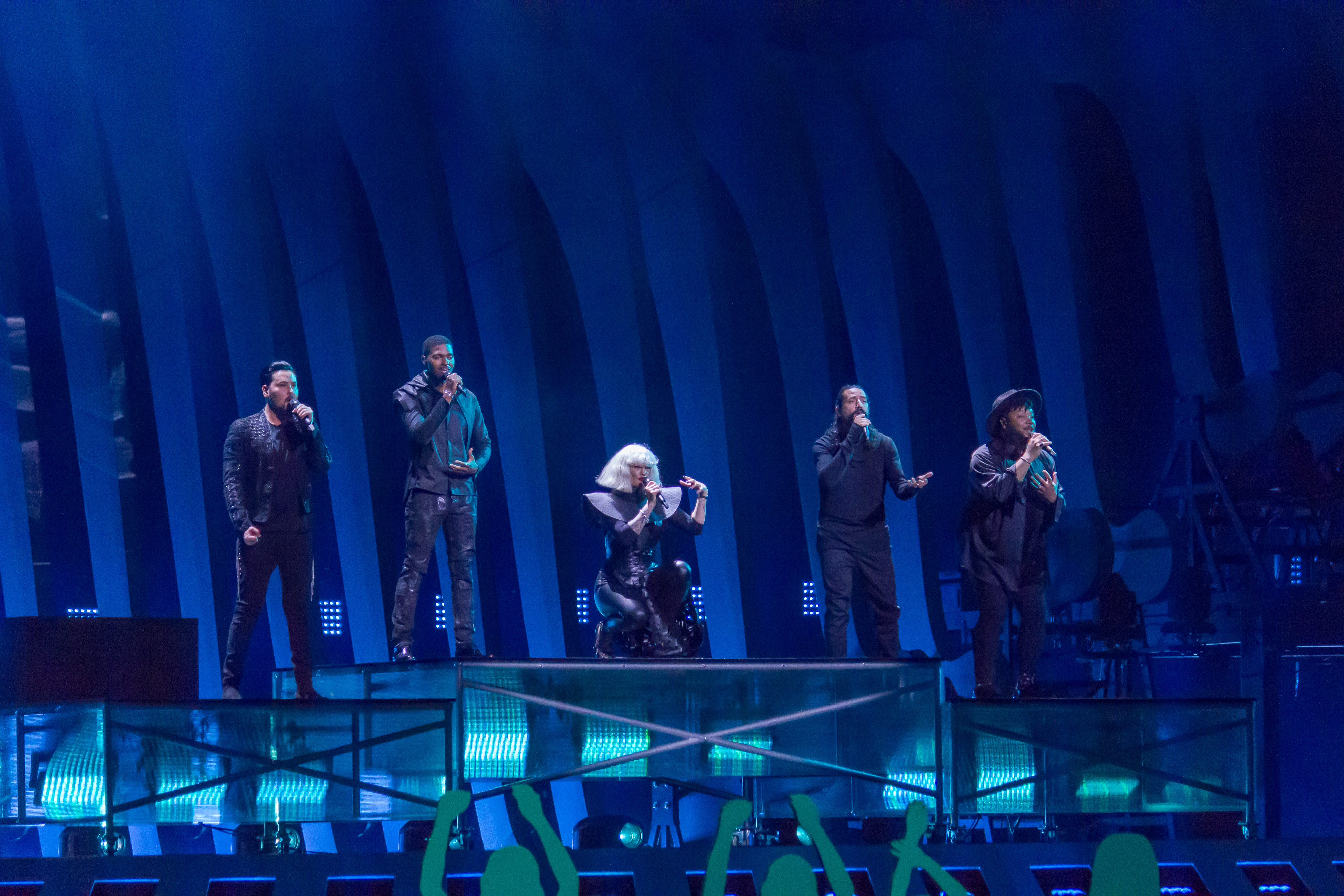
Equinox à Lisbonne (2018).
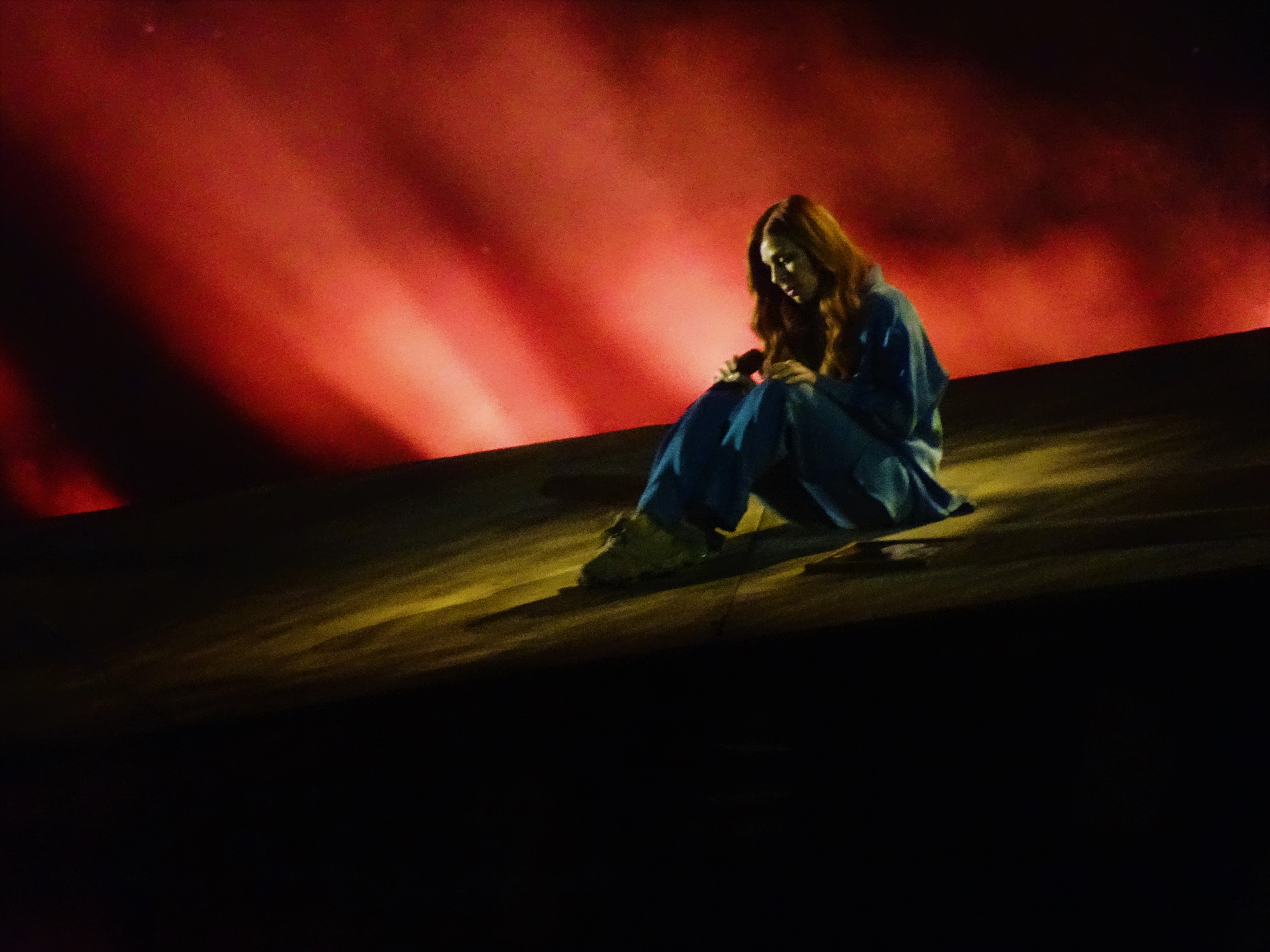
Victoria Georgieva à Roterdam (2021).
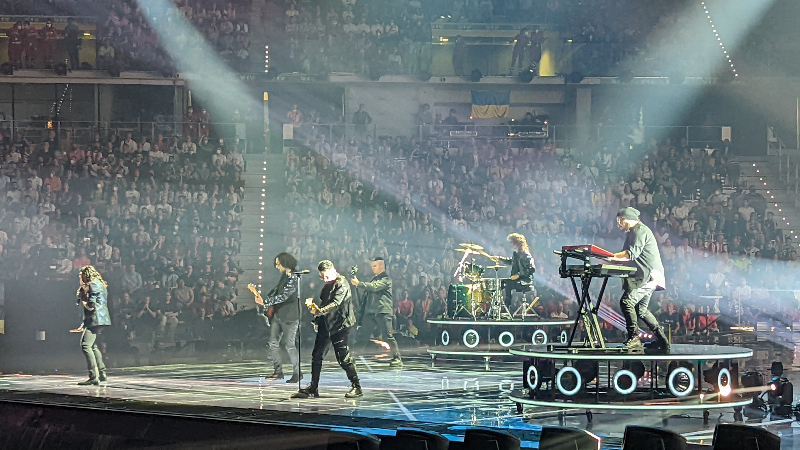
Intelligent Music Project à Turin (2022).

## Commentateurs et porte-paroles
| Année      | Commentateur(s)                                      | Porte-parole                                         |
| ---------- | ---------------------------------------------------- | ---------------------------------------------------- |
| 2005       | Elena Rosberg & Georgi Kushvaliev                    | Evgenia Atanasova                                    |
| 2006       | Elena Rosberg & Georgi Kushvaliev                    | Dragomir Simeonov                                    |
| 2007       | Elena Rosberg & Georgi Kushvaliev                    | Mira Dobreva                                         |
| 2008       | Elena Rosberg & Georgi Kushvaliev                    | Valentina Voykova                                    |
| 2009       | Elena Rosberg & Georgi Kushvaliev                    | Joanna Dragneva                                      |
| 2010       | Elena Rosberg & Georgi Kushvaliev                    | Desislava Dobreva                                    |
| 2011       | Elena Rosberg & Georgi Kushvaliev                    | Maria Ilieva                                         |
| 2012       | Elena Rosberg & Georgi Kushvaliev                    | Anna Angelova                                        |
| 2013       | Elena Rosberg & Georgi Kushvaliev                    | Joanna Dragneva                                      |
| 2014, 2015 | retrait                                              | retrait                                              |
| 2016       | Elena Rosberg & Georgi Kushvaliev                    | Anna Angelova                                        |
| 2017       | Elena Rosberg & Georgi Kushvaliev                    | Boryana Gramatikova                                  |
| 2018       | Elena Rosberg & Georgi Kushvaliev                    | Joanna Dragneva                                      |
| 2019       | retrait                                              | retrait                                              |
| 2020       | Concours annulé en raison de la pandémie de COVID-19 | Concours annulé en raison de la pandémie de COVID-19 |
| 2021       | Elena Rosberg & Petko Kralev                         | Joanna Dragneva                                      |

## Historique de vote
Depuis 2005, la Bulgarie a attribué en finale le plus de points à :
| Rang | Pays        | Points |
| ---- | ----------- | ------ |
| 1    | Grèce       | 120    |
| 2    | Arménie     | 80     |
| 3    | Ukraine     | 68     |
| 4    | Russie      | 61     |
| 5    | Azerbaïdjan | 58     |
| 6    | Moldavie    | 50     |
| 7    | Serbie      | 49     |
| 8    | Turquie     | 46     |
| 9    | Chypre      | 39     |
| 10   | Autriche    | 37     |

Depuis 2005, la Bulgarie a reçu en finale le plus de points de la part de :
| Rang | Pays              | Points |
| ---- | ----------------- | ------ |
| 1    | Royaume-Uni       | 64     |
| 2    | Chypre            | 63     |
| 3    | Macédoine du Nord | 59     |
| 4    | Espagne           | 55     |
| 5    | Malte             | 52     |
| 6    | Albanie           | 51     |
| 7    | Moldavie          | 46     |
| 8    | Grèce             | 44     |
| 9    | Finlande          | 42     |
| =    | Irlande           | 42     |
| =    | Serbie            | 42     |

### 12 Points
Légende
 Vainqueur - La Bulgarie a donné 12 points à la chanson victorieuse / La Bulgarie a reçu 12 points et a gagné le concours
 2e place - La Bulgarie a donné 12 points à la chanson arrivée à la seconde place / La Bulgarie a reçu 12 points et est arrivée deuxième
 3e place - La Bulgarie a donné 12 points à la chanson arrivée à la troisième place / La Bulgarie a reçu 12 points et est arrivée troisième
 Qualifiée - La Bulgarie a donné 12 points à une chanson parvenue à se qualifier pour la finale / La Bulgarie a reçu 12 points et s'est qualifiée pour la finale
 Non-qualifiée - La Bulgarie a donné 12 points à une chanson éliminée durant les demi-finales / La Bulgarie a reçu 12 points mais n'est pas parvenue à se qualifier pour la finale
| Année         | Attribués   | Attribués   | Reçus                                                                      | Reçus                                                                                |
| Année         | Finale      | Demi-Finale | Finale                                                                     | Demi-Finale                                                                          |
| 2005          | Grèce       | Biélorussie | Non qualifiée                                                              | Aucun                                                                                |
| 2006          | Grèce       | Russie      | Non qualifiée                                                              | Aucun                                                                                |
| 2007          | Grèce       | Macédoine   | Grèce                                                                      | Turquie Chypre                                                                       |
| 2008          | Allemagne   | Ukraine     | Non qualifiée                                                              | Aucun                                                                                |
| 2009          | Grèce       | Turquie     | Non qualifiée                                                              | Aucun                                                                                |
| 2010          | Azerbaïdjan | Turquie     | Non qualifiée                                                              | Aucun                                                                                |
| 2011          | Royaume-Uni | Danemark    | Non qualifiée                                                              | Aucun                                                                                |
| 2012          | Serbie      | Serbie      | Non qualifiée                                                              | Aucun                                                                                |
| 2013          | Azerbaïdjan | Azerbaïdjan | Non qualifiée                                                              | Aucun                                                                                |
| 2016 Jury     | Arménie     | Australie   | Aucun                                                                      | Aucun                                                                                |
| 2016 Télévote | Russie      | Ukraine     | Espagne Chypre                                                             | Aucun                                                                                |
| 2017 Jury     | Autriche    | Autriche    | Biélorussie Norvège Macédoine Estonie                                      | Hongrie Irlande Malte Estonie Macédoine Autriche Suisse Pays-Bas Biélorussie Norvège |
| 2017 Télévote | France      | Macédoine   | Hongrie Azerbaïdjan Saint-Marin Macédoine Royaume-Uni Tchéquie Biélorussie | Malte Hongrie Danemark Allemagne Saint-Marin Biélorussie Pays-Bas Israël Norvège     |
| 2018 Jury     | Autriche    | Belgique    | Aucun                                                                      | Macédoine Royaume-Uni                                                                |
| 2018 Télévote | Chypre      | Chypre      | Chypre                                                                     | Aucun                                                                                |
| 2021 Jury     | Moldavie    | Moldavie    | Portugal Moldavie                                                          | Suisse Moldavie Finlande Portugal                                                    |
| 2021 Télévote | Italie      | Finlande    | Aucun                                                                      | Aucun                                                                                |
| 2022 Jury     | Grèce       | Suisse      | Non qualifiée                                                              | Aucun                                                                                |
| 2022 Télévote | Ukraine     | Ukraine     | Non qualifiée                                                              | Albanie                                                                              |